# Emérico Thököly

El conde Emérico Thököly de Késmárk (25 de septiembre de 1657 - 13 de septiembre de 1705) fue un noble húngaro que fundó por un breve periodo el Principado del Norte de Hungría y fue su Señor (1682–1685), convirtiéndose posteriormente en Príncipe de Transilvania en 1690.

## Biografía

### Primeros años
Emérico Thököly era el quinto hijo del conde Esteban Thököly y su esposa María Gyulaffy, pero tras la prematura muerte de sus dos hermanos varones mayores quedó como hijo único varón. Al poco tiempo, Emérico quedó casi huérfano a los dos años de edad cuando perdió a su madre de 22 años.
A partir de 1664, su padre Esteban formó parte de la conspiración del noble Francisco Wesselényi para asesinar al emperador germánico Leopoldo I de Habsburgo, quien era también rey de Hungría. Esteban Thököly se encargó de proveerlos económicamente para el atentado y sirvió de intermediario entre los húngaros de los territorios bajo control de los Habsburgo y los húngaros de Transilvania. Todos estaban insatisfechos con Leopoldo y, en efecto, era considerado una persona nociva para las políticas del reino húngaro, sometiéndolo a su control absoluto.
En diciembre de 1670 estalló una rebelión conducida por Francisco Rákóczi I, quien luchaba contra los ejércitos de los Habsburgo al norte de Hungría. Las tropas imperiales germánicas llegaron pronto al castillo de Árva, lo rodearon y asediaron. Al poco tiempo falleció Esteban Thököly de muerte natural, y el castillo se rindió tres días después. Su hijo, sin embargo, que ya se encontraba desde hacía tiempo en el castillo de Likava en la provincia de Liptó, fue llevado por gente de confianza desde ahí a Transilvania a través de Polonia, donde lo protegieron en el castillo de Huszt. Con esto, el joven Emérico Thököly de solo 13 años quedó completamente huérfano. Sus estudios básicos fueron completados en el instituto evangélico de Eperjes y los superiores en Nagyenyed.
Desde su juventud adoptó una actitud hostil hacia los monarcas Habsburgo, quienes reinaban como reyes de Hungría desde 1526, principalmente por impedir la libre práctica religiosa de los protestantes, que se contraponían a los soberanos católicos germánicos de la casa austríaca. Igualmente Thököly sentía que estos eran culpables por la muerte de su padre y el desmembramiento de su patria húngara, por lo cual pasó a ser una persona bastante intransigente con respecto a los asuntos germánicos.

### En la cima de su carrera política
A los 23 años de edad fue elegido comandante de los soldados kuruc, que luchaban contra el Sacro Imperio Romano Germánico de los Habsburgo, en pro de la independencia de los húngaros. En 1682 tomó por esposa a la condesa Elena Zrínyi, viuda del noble húngaro Francisco Rákóczi I, obteniendo el control de grandes territorios húngaros de la familia Rákóczi. Se esforzó por lograr la independencia política del movimiento de Transilvania, la cual logró en 1683, con apoyo de los turcos otomanos, que eran los amos en ese Estado húngaro. Igualmente estuvo presente con sus tropas en la batalla de Viena, colaborando con el gran visir turco Kara Mustafá contra las fuerzas imperiales; ante la derrota de los otomanos, huyó de nuevo al reino húngaro siguiendo a los musulmanes.
Luego del debilitamiento de los turcos, Thököly obtuvo cada vez más poder en los territorios del reino y continuó planeando su estrategia para independizarse tanto de los germánicos como de los turcos por igual. Al mismo tiempo, nunca rompió las relaciones con Viena desde que hubo ascendido al poder en 1685 hasta su derrota total, siendo obligado a establecer negociaciones de paz en muchas ocasiones con los Habsburgo. De esta forma Thököly le ofreció incluso al emperador su apoyo militar para expulsar a los turcos de la Hungría ocupada, pero la corte germánica lo rechazó constantemente.
Su influencia se propagó paulatinamente fuera de la Cuenca de los Cárpatos, y tras la victoria en la batalla de Zernyest en 1690, Thököly derrotó al débil Príncipe transilvano Miguel Apafi II, que la Sublime Puerta otomana lo había colocado en su lugar. Sin embargo, pronto llegó a Transilvania el ejército imperial de Leopoldo I de Habsburgo, rey húngaro y emperador germánico, el cual continuó avanzando por el territorio húngaro para expulsar a los turcos y finalmente forzó a Emérico Thököly a abandonar su cargo. 
Luego de la firma de la Paz de Karlowitz en 1699, el destino del reino húngaro se selló. Las tres partes divididas desde la pérdida en la batalla de Mohács en 1526 fueron reunificadas bajo el dominio germánico y los otomanos fueron expulsados más allá de laus fronteras. De esta manera, Emérico Thököly se vio obligado a permanecer exiliado en suelo turco hasta su muerte en 1705 en İzmit. 
| Predecesor: Miguel Apafi II | Príncipe de Transilvania 22 de septiembre - 25 de octubre de 1690 | Sucesor: Francisco Rákóczi II |